# Muolen
Muolen je obec na východě Švýcarska v kantonu St. Gallen. Žije zde přibližně 1 200 obyvatel.

## Geografie
Muolen se nachází asi 4 km jihovýchodně od Amriswilu na hlavní silnici Amriswil – St. Gallen. Je nejsevernější obcí kantonu St. Gallen, přičemž přibližně 85 % hranice obce tvoří zároveň kantonální hranici s kantonem Thurgau. Jedinou sousední obcí v kantonu St. Gallen je Häggenschwil. Muolen dále sousedí s obcemi Zihlschlacht-Sitterdorf, Amriswil, Egnach a Hauptwil-Gottshaus v kantonu Thurgau.

## Historie

Letecký pohled (1923)

Muolen byl alemanskou sídelní oblastí. V roce 1155 byl Muolen nazýván Mola a kolem roku 1200 se stal císařským panstvím. Dříve zastávaná odvozenina ze starohornoněmeckého mula pro mlýn je vzhledem k absenci potoka stěží obhajitelná, předpokládá se původ ve starohornoněmeckém slově mula pro ústa.
Panství a rychtářský úřad Muolen a byly součástí hagenwilského panství a v roce 1264 je Rudolf von Hagenwil předal klášteru St. Gallen. Správu tohoto panství následně držely různé šlechtické rody z regionu, mimo jiné von Breitenlandenberg, von Castell a von Bernhausen. V roce 1331 zastavil císař Ludvík panství Muolen Eberhardu von Bürglen a po několika změnách majitelů přešlo v roce 1464 na klášter v St. Gallenu. V roce 1467 dostal Muolen od opata Ulricha Rösche výhody. Až do roku 1798 byl Muolen samostatným dvorem panství, nyní odděleným od Hagenwilu.
Církevně patřil Muolen z velké části k Hagenwilu. V roce 1784 povolil kníže-opat Beda Angehrn ze St. Gallenu stavbu kaple svatého Josefa a založení kaplanství a školy, jejichž realizace se však opozdila. V roce 1814 získal Muolen vlastní farnost. V roce 1803 byl Muolen spojen s Häggenschwilem v politickou obec, ale ještě téhož roku byl povýšen na samostatnou politickou obec. V letech 1803–1831 obec patřila k okresu Rorschach, v letech 1831–1918 k okresu Tablat a v letech 1918–2002 k okresu St. Gallen.

## Obyvatelstvo

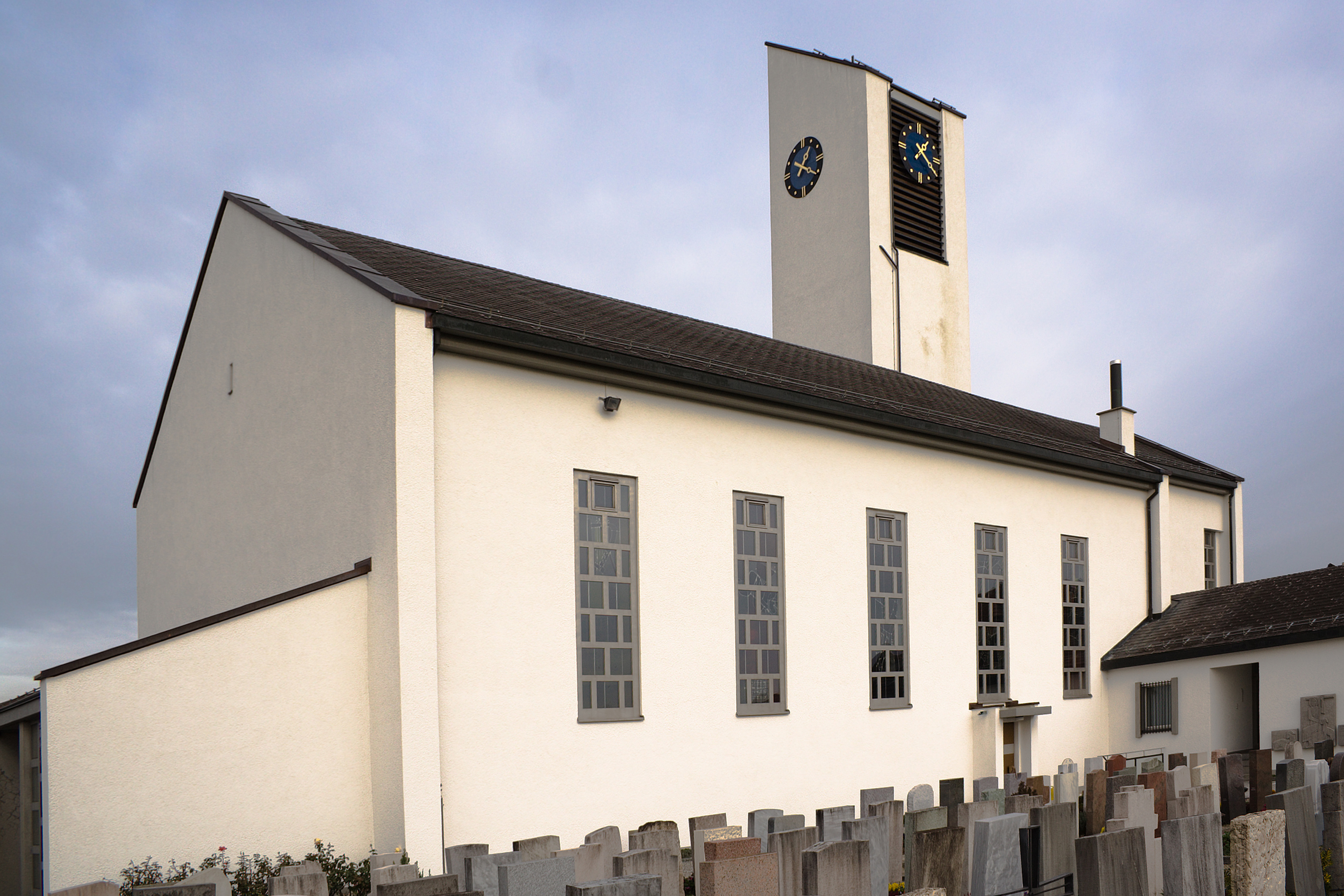
Kostel

| Rok            | 1850 | 1900 | 1950 | 1980 | 2000 | 2010 | 2020 |
| Počet obyvatel | 983  | 1015 | 1027 | 847  | 1074 | 1160 | 1224 |

## Hospodářství
Na konci 20. století bylo hospodářství stále silně charakterizováno zemědělstvím. Až do konce 18. století převažovalo orné zemědělství provozované v rámci Dreizelgenordnung, poté nabývaly na významu chov dobytka a chov dojnic a ovocnářství. V Hudelmoosu se těžila rašelina. Scelování pozemků ve 20. letech 20. století a odvodňování umožnilo intenzivnější zemědělské využití. Industrializace textilního průmyslu v St. Gallenu se Muolenu dotkla jen okrajově. V roce 1890 bylo napočítáno 48 ručních vyšívacích strojů. V roce 1910 byl Muolen napojen na železniční síť společnosti Bodensee-Toggenburg-Bahn.

## Doprava
Muolen leží na hlavní silnici St. Gallen – Amriswil – Konstanz a má železniční stanici na trati St. Gallen – Romanshorn společnosti Schweizerische Südostbahn. Železniční stanice Muolen je výchozím bodem autobusové linky z Bus Oberthurgau do Amriswilu.